# Hubert Mussche
Hubert Joseph Mussche (Edingen, 27 juli 1797 – Halle, 6 april 1865) was een Belgisch politicus en ridder in de Leopoldsorde.

## Levensloop
Mussche was de zoon van Jean Joseph Mussche en Thérèse Joseph Cuvelier. Hij was getrouwd met Angelique Elisabeth Vanhoeck.
Beroepsmatig was Mussche meester-tingieter en handelaar.
Van 1857 tot zijn overlijden in 1865 was hij burgemeester van Halle. Onder zijn voorganger was hij ook schepen van Halle.
In 1863 werd hem verweten dat Halle, ondanks dat het aan de poorten van Brussel ligt, meer weg had van een verloren dorp diep in de Ardennen, omwille van het uitblijven van gasverlichting. Hij verdedigde zich tegen deze kritiek door te wijzen op de verwezenlijkingen van het toenmalig en vorig stadsbestuur, zoals het oprichten van een hospitaal, een weeshuis in aanbouw, meerdere scholen die ruimschoots voldeden aan de toenmalige noden, herstellingswerken aan het historisch stadhuis, de restauratie van de gotische kerk (huidige Sint-Martinusbasiliek) en het aanleggen van buurtwegen.